# Mammea calciphila
Mammea calciphila är en tvåhjärtbladig växtart som beskrevs av André Joseph Guillaume Henri Kostermans. Mammea calciphila ingår i släktet Mammea och familjen Calophyllaceae. Utöver nominatformen finns också underarten M. c. fasciculata.